# Konkurs im. prof. Władysława Czarneckiego
Konkurs im. Janiny i Władysława Czarneckich – coroczny (do 1990 r. dwa razy w roku, jako podsumowanie semestru letniego i zimowego) konkurs architektoniczny Poznańskiego Oddziału Stowarzyszenia Architektów Polskich adresowany do studentów Wydziału Architektury Politechniki Poznańskiej oraz Wydziału Architektury i Wzornictwa Uniwersytetu Artystycznego w Poznaniu.
Jest to konkurs na najlepszą pracę semestralną z dziedziny urbanistyki, architektury i projektowania wnętrz. Jego celem jest wybranie i nagrodzenie najlepszych projektów semestralnych. Każda edycja obejmuje projekty semestralne ukończone terminowo i pozytywnie ocenione w okresie dwóch ostatnich sesji zaliczeniowych poprzedzających daną edycję. Otwarta formuła pozwala na udział w fazie eliminacyjnej konkursu zarówno opracowań stosunkowo niewielkich, jak i obszernych projektów.
Konkurs ma trzy kategorie:
- najlepsza architektoniczna praca semestralna,
- najlepsza urbanistyczna praca semestralna,
- najlepsza praca semestralna w zakresie architektury wnętrz[1].

Rozstrzygnięcie odbywa się w Centrum Kultury Zamek w Poznaniu, które jest też współorganizatorem imprezy.
Patronem konkursu są architekci Janina Czarnecka i Władysław Czarnecki.